# Julio Álvarez Mosquera
Julio Álvarez Mosquera (Caracas, Distrito Federal; 1 de mayo de 1981) es un exfutbolista y entrenador venezolano que jugaba de centrocampista. 
El equipo donde más jugó fue el Club Deportivo Numancia, donde es el quinto jugador con más partidos oficiales disputados en la historia del club (noviembre de 2022). Es hijo de gallegos emigrados a Venezuela que, a los cuatro años de edad de Julio, retornaron a España.

## Trayectoria como jugador
Se formó en la escuela local de Sada (La Coruña), pasando posteriormente a las categorías inferiores del Real Club Deportivo de La Coruña.
En 1998 fichó por el Real Madrid, donde estuvo jugando con los filiales de Segunda División B y Tercera División. Su actuación en el Real Madrid Castilla le valió el ascenso a Segunda en la temporada 1998-99.
En el 2000 fue cedido al Racing de Santander, de Primera División, donde jugó dos años tras lesionarse y su equipo bajar de categoría. En 2002 fue cedido de nuevo, esta vez al Rayo Vallecano. Y, un año más tarde, al Real Murcia, donde estuvo 3 años.
En 2006 fichó por el C. D. Numancia, equipo con el que consigue ascender a Primera en la temporada 2007-08.
Tras terminar contrato con el Numancia, el mismo año del ascenso, ficha por la U. D. Almería.
Tras un paso bastante discreto en la etapa de Hugo Sánchez ficha por el Real Mallorca tras recibir la carta de libertad del Almería; un año más tarde, acaba contrato con el Real Mallorca, tras jugar 22 partidos y anotar 6 goles.
El 22 de julio de 2010 decide aceptar un contrato del C. D. Tenerife y se compromete así por tres años con el conjunto blanquiazul, tal como se informó en su página web. La temporada del equipo fue desastrosa y descendieron de categoría a Segunda División B. El 11 de agosto de 2011, rescindió el contrato que le unía al C. D. Tenerife y volvió al C. D. Numancia para las dos siguientes temporadas.

## Trayectoria como entrenador
Tras colgar los botines, en julio de 2019 se incorpora al banquillo blanquiazul de la Sociedad Deportiva Ponferradina como segundo entrenador de Jon Pérez Bolo.

## Selección nacional

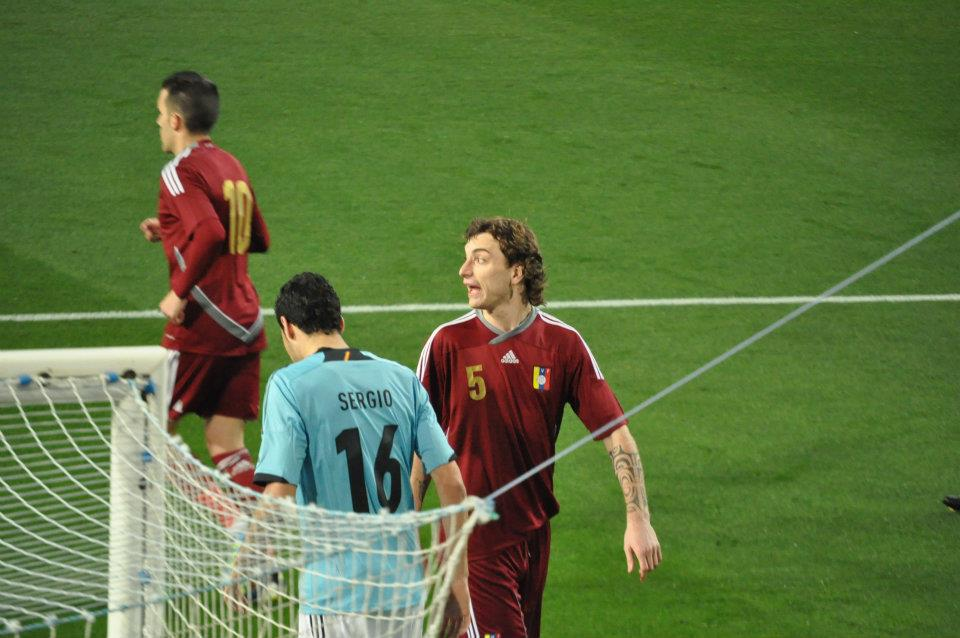
Julio Álvarez, con el dorsal 10, jugando para la selección de Venezuela.

### Selección española
Fue internacional con la selección española de fútbol sub-17, donde lució la banda de capitán, en un equipo donde figuraban nombres importantes para el seleccionado español como Xavi, Víctor Valdés y Xabi Alonso.

### Selección venezolana
El 2 de septiembre de 2011 fue llamado a la Selección venezolana de fútbol para disputar un partido amistoso contra Argentina en Calcuta, India, al que no pudo acudir no especificados. Sin embargo debutó contra Argentina el 11 de octubre de 2011 con motivo de la Clasificación de Conmebol para la Copa Mundial de Fútbol de 2014.

## Clubes como jugador
- Estadísticas actualizadas a 07 de agosto de 2018.

| Club                 | País   | Año       | Partidos | Goles | Asis. |
| -------------------- | ------ | --------- | -------- | ----- | ----- |
| River Silleda        | España | 1997-1998 | 11       | 4     | ?     |
| Real Madrid C        | España | 1998-1999 | 35       | 15    | ?     |
| Real Madrid Castilla | España | 1999-2000 | 34       | 14    | ?     |
| Racing de Santander  | España | 2000-2002 | 48       | 2     | 6     |
| Rayo Vallecano       | España | 2002-2003 | 26       | 8     | 3     |
| Real Murcia          | España | 2003-2006 | 73       | 7     | 16    |
| C. D. Numancia       | España | 2006-2008 | 67       | 11    | 12    |
| U. D. Almería        | España | 2008-2009 | 23       | 0     | 1     |
| Real Mallorca        | España | 2009-2010 | 30       | 7     | 6     |
| C. D. Tenerife       | España | 2010-2011 | 31       | 3     | 8     |
| C. D. Numancia       | España | 2011-2018 | 196      | 46    | 62    |

## Clubes como entrenador
| Club                                | País   | Año    |
| ----------------------------------- | ------ | ------ |
| S. D. Ponferradina (2.º entrenador) | España | 2019 - |

## Palmarés

### Torneos nacionales
| Título           | Club           | País   | Año     |
| ---------------- | -------------- | ------ | ------- |
| Segunda División | C. D. Numancia | España | 2007-08 |

### Torneos internacionales
| Título                             | Selección | País      | Año  |
| ---------------------------------- | --------- | --------- | ---- |
| Campeón Meridian Cup Sub-17        | España    | Sudáfrica | 1996 |
| Tercer clasificado Eurocopa Sub-17 | España    | Escocia   | 1998 |

### Distinticiones individuales
| Título                                                 | Año  |
| ------------------------------------------------------ | ---- |
| Mejor Jugador de la Segunda División de España 2013-14 | 2014 |